# Айзкраукле
Айзкраукле (латис. Aizkraukle) — місто в Латвії, центр Айзкраукльського району. Розташоване на правому березі річки Західна Двіна. До 2009 року — центр Айзкраукльського району, після — Айзкраукльського краю.

## Назва
- Айзкраукле (латис. Aizkraukle;  вимова) — після 1991 року.
- Ашераден (нім. Ascheraden) — до 1918 року.
- Стучка (латис. Stučka) — до 1991 року; за іменем латиського комуніста Петра Стучки.

## Географія
Розташоване на правому березі річки Західна Двіна.

## Історія
Це місце використали німецькі лицарі у Середні віки для будівництва замку, від якого сьогодні лишилися лише руїни.
- Лівонське герцогство
- Ліфляндська губернія

Сучасне місто Айзкраукле будувалося з 1960-х, як село для будівельників сусідньої Плявінаської гідроелектростанції. Статус міста отримало в 1967. До 1991 року місто мало назву Стучка.
Центр Айзкраукльського району.

## Господарство
Основні галузі промисловості:
- енергетика;
- деревообробка;
- друкування;
- сільське господарство
- Айзкраукле (станція)